# ダイナマイト・イシムラ
ダイナマイト・イシムラ（1963年9月19日 - 、男性）は、岡山県を拠点にタレント活動をしているディスクジョッキー。ダイナマイト・オフィス代表。
岡山県出身。血液型B型。
主に岡山県と香川県で放送されるテレビ番組・ラジオ番組に出演。同エリアで放送されるCMのナレーションも数多く手掛けている。2008年からはファジアーノ岡山ホームゲームのスタジアムDJも務めている。

## 出演

### テレビ番組
- オトナの時間〜今夜もブリブリ（山陽放送）
- 桃の湯'98–'99（山陽放送）
- だんだんだん!!（岡山放送）
- 熱烈歓迎!家族的食堂 → 千客万来!家族的食堂（テレビせとうち）

### ラジオ番組
- VV-AMUSEMENT BOX（FM岡山）
- ラジオドラマ グルメ探偵ダイナ（FM岡山）
- Asahi SUPER DRY Access All Area（JFN系列） - 番組冒頭のナレーションを担当。
- BINとダイナのマンデーナイト・フィーバー（RSKラジオ）
- ざっつ“オカヤマン”れ〜いでぃお（RSKラジオ）
- FROM 80's With You（RSKラジオ）[1]
- ファジアーノ岡山 J1への階段（RadioMOMO）[2]